# Plantengilde
Een plantengilde is een combinatieteelt op basis van een verzameling planten die de gezondheid van elkaar of van een centrale plant op een positieve manier ondersteunen. Deze werkwijze vinden we terug in de permacultuur maar ook in moestuinen. 

## Geschiedenis
Hoewel de term in de 21ste eeuw een nieuwe werkwijze kan lijken versus de veel toegepaste monocultuur, bestaat deze al heel lang. Een bekende eeuwenoude vorm is de drie zusters teelt bij de Maya's die hoge mais met opklimmende bonen en lage pompoenen combineerden.

## Ondersteuning

### Algemeen
Het omringen van een centrale plant met andere planten heeft een positieve invloed op de warmtewisseling en op de waterhuishouding. Wanneer de extra planten voldoende groot zijn vertragen ze de afvoer van regenwater en beperken ze de verdamping tijdens warme periodes. Deze eigenschap kan nog versterkt worden door het gebruik van bodembedekkers. Niet alle combinatie werken ondersteunend gezien bepaalde soorten elkaar beconcurreren. Men kan kiezen voor gekende goedwerkende gilden of eigen combinaties maken.

### Specifiek
BemestingAardperen, rabarber en smeerwortel kunnen door bladverlies of door periodieke snoei zonder afvoer bijdragen aan een natuurlijke bemesting.
BestuivingHet toevoegen van de juiste insectenminnende soorten zoals munt en tijm zal de bestuiving verbeteren. De insecten trekken dan weer vogels aan. Indien men vogels nog meer wil aantrekken kan men bessenstruiken toevoegen.
GraswerendDe meeste aanplantingen zorgen voor een zekere concurrentie met oprukkend gras en onkruid. Centrale planten groeien beter wanneer ze niet door gras zijn ingesloten maar ook delen onbegroeide buurgrond hebben, die eventueel wel overgroeid mogen zijn.
PestbestrijdingHet toevoegen van knolgewassen met sterke reuk zoals uien en knoflook weren niet enkel vliegende en kruipende belagers maar ook soorten die in de grond leven. Ook het aanplanten van soorten die bijvoorbeeld lieveheersbeestjes aantrekken, zorgen voor een indirecte bestrijding omdat deze keversoorten bladluizen, andere kleine dieren maar ook meeldauw eten.
StikstofbindersDiverse soorten peulvruchten zoals bonen en erwten, maar ook alfalfa, klaver, lathyrus, lupine en fenegriek zorgen voor stikstofbinding.

## Voorbeelden
- Drie Zusters combinatieteelt
- Fruitboomgilden in de boomspiegel van appel-, peren- en kersenbomen
- Lavendel of rozemarijn met wortelen en prei
- Rozen met geraniums of moederkruid en tijm of peterselie